# Witborsttapaculo
De witborsttapaculo (Eleoscytalopus indigoticus; synoniem: Scytalopus indigoticus) is een zangvogel uit de familie der tapaculo's (Rhinocryptidae).

## Verspreiding en leefgebied
Deze vogel is endemisch in Brazilië en komt voor van Bahia tot Santa Catarina en Rio Grande do Sul.

## Status
De grootte van de populatie is niet gekwantificeerd maar de soort wordt omschreven als zeldzaam tot plaatselijk vrij algemeen. Op de Rode lijst van de IUCN heeft deze soort de status niet bedreigd.